# Conus lemniscatus
Espèce
Statut de conservation UICN

 LC  : Préoccupation mineure
Conus lemniscatus est une espèce de mollusques gastéropodes marins de la famille des Conidae.
Comme toutes les espèces du genre Conus, ces escargots sont prédateurs et venimeux. Ils sont capables de « piquer » les humains et doivent donc être manipulés avec précaution, voire pas du tout.

## Description
La taille d'une coquille adulte varie entre 20 mm et 65 mm. La coquille présente des côtés légèrement contractés. La spire est acuminée avec de fortes lignes de croissance. Le verticille est délicatement strié sur toute sa surface. La couleur de la coquille est blanchâtre, maculée de châtaigne, et avec chaque crête alternée tachetée de châtaigne. 

## Distribution
Cette espèce est présente dans la mer des Caraïbes et dans l'océan Atlantique occidental au large du Île de Brasil et de l'Argentine.

### Niveau de risque d’extinction de l’espèce
Selon l'analyse de l'UICN réalisée en 2011 pour la définition du niveau de risque d'extinction, cette espèce est endémique au Brésil et se trouve du sud d'Espirito Santo à l'état de Santa Catarina. Il n'y a pas de menaces connues. Conus lemniscatus est classé comme étant de préoccupation mineure.

## Taxinomie

### Publication originale
L'espèce Conus lemniscatus a été décrite pour la première fois en 1849 par l'éditeur et naturaliste britannique Lovell Augustus Reeve dans « Conchologia Iconica, or, illustrations of the shells of molluscous animals »,.

### Synonymes
- Conus (Lamniconus) lemniscatus Reeve, 1849 · appellation alternative
- Conus clenchi Martins, 1945 · non accepté
- Conus lemniscatus lemniscatus Reeve, 1849 · non accepté
- Conus sagittatus G. B. Sowerby II, 1865 · non accepté
- Conus sagittiferus G. B. Sowerby II, 1866 · non accepté (unnecessary and unjustified..)
- unnecessary and unjustified emendation of Conus sagittatus
- Lamniconus lemniscatus (Reeve, 1849) · non accepté
- Lamniconus lemniscatus lemniscatus (Reeve, 1849) · non accepté

### Sous-espèces
- Conus lemniscatus carcellesi Martins, 1945, accepté en tant que Conus carcellesi Martins, 1945
- Conus lemniscatus lemniscatus Reeve, 1849, accepté en tant que Conus lemniscatus Reeve, 1849